# Zvezda

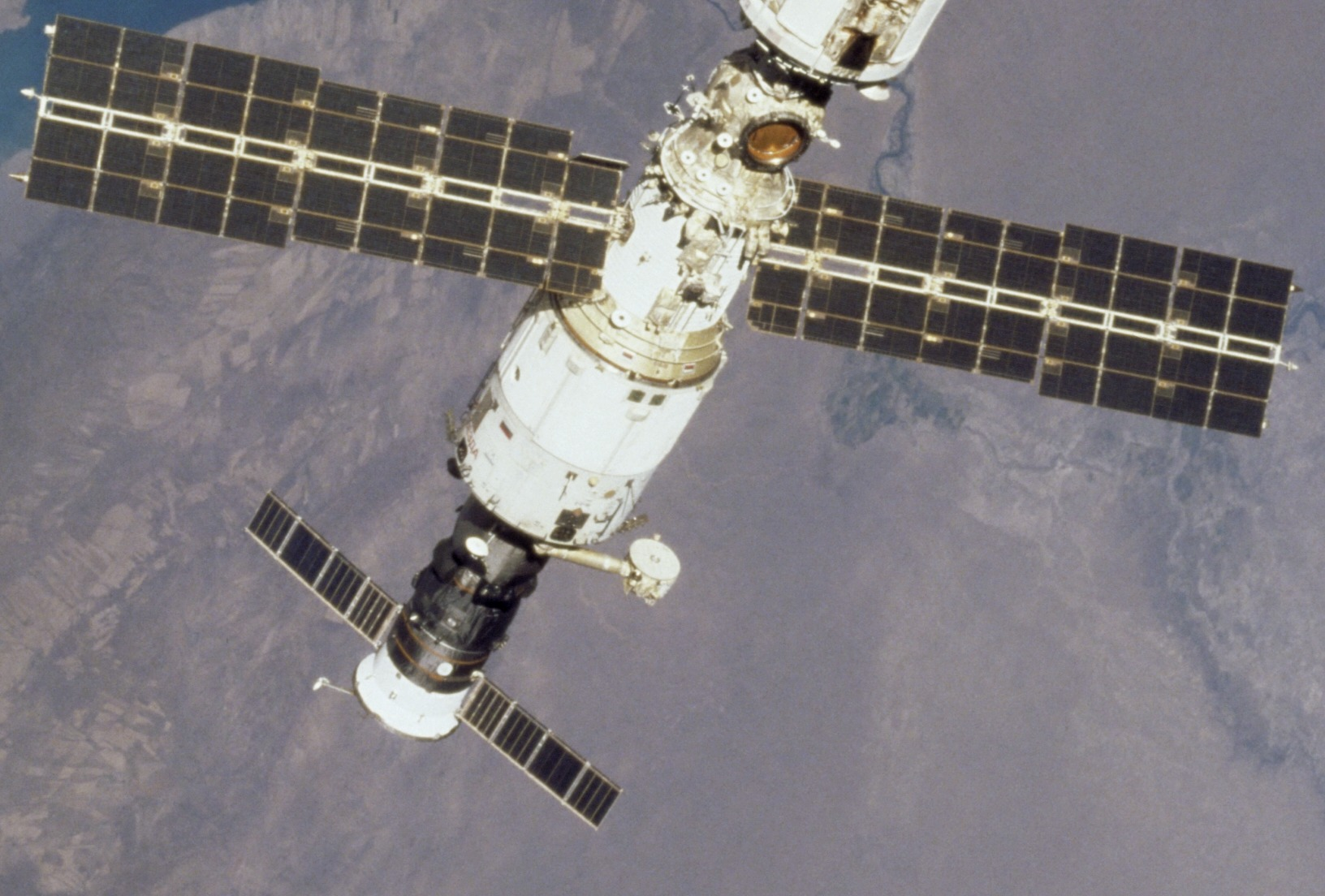
A Zvezda modul

A Zvezda (oroszul: звезда, magyarul: csillag) a Nemzetközi Űrállomás harmadik, orosz gyártmányú modulja. Ez az első orosz finanszírozású modul, a korábbi Zarja (FGB) modult is az oroszok építették, de amerikai pénzen. A Zvezda az űrállomás orosz részének központi egysége. Ide kapcsolódik a Roszkoszmosz többi modulja: a Zarja, a Nauka és a Pirsz.
A Zvezda modul fő elemét eredetileg az 1980-as évek közepén készítette az RKK Enyergija a Hrunyicsev Gépgyárral együttműködve (akkor DOSZ–8 jelzéssel) a Mir űrállomás DOSZ–7 központi moduljának tartalékaként. Miután a Mir–2 központi elemének szánt Poljusz modult elvetették, a meglévő DOSZ–8 modult szánták az áttervezett Mir–2 űrállomáshoz. A pénzügyi nehézségek miatt végül az önálló űrállomás tervét elvetették, a DOSZ–8 modul a Nemzetközi Űrállomás orosz szegmensének központi modulja lett.
A modult több évnyi csúszás után 2000. július 12-én indították a bajkonuri űrrepülőtérről egy Proton–K hordozórakétával. Az indítás utáni 13. napon, 2000. július 25-én kapcsolódott a már pályán lévő Zarja modulhoz.

## Műszaki adatok
- Tömeg: 19,01 t
- Szélesség: 29,7 m (napelemtáblákkal)
- Hossz: 13,1 m
- Legnagyobb átmérő: 4,2 m